# Porta San Cesareo

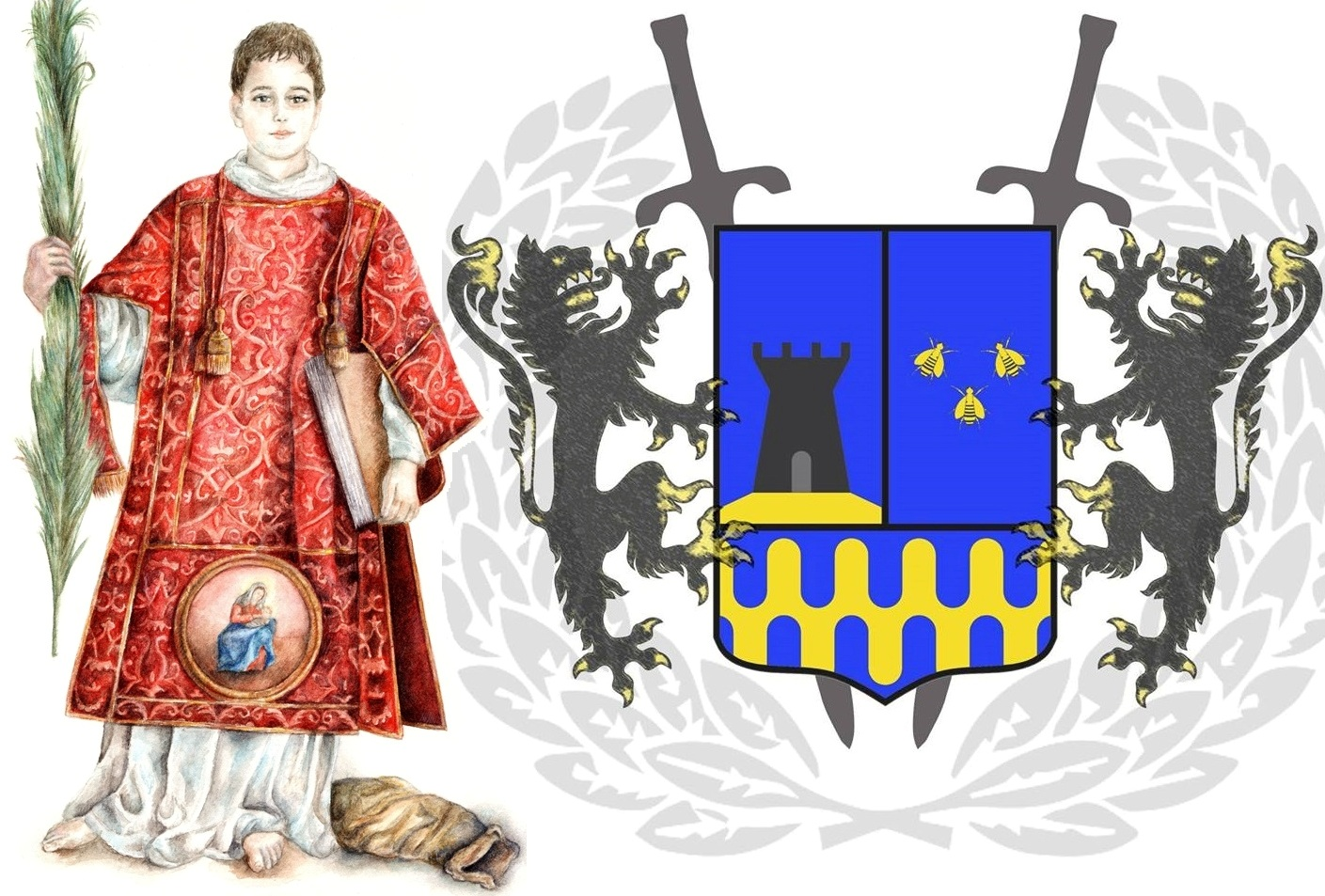
Stemma Porta San Cesareo, quartiere di Palestrina (raffigura una torre in cima ad uno scoglio che sorge dal mare a ricordare il martirio di San Cesareo, che fu gettato in mare dalla rupe del Pisco Montano)

Porta San Cesareo è un antico quartiere di Palestrina, dove è possibile visionare le rovine dell'omonima Porta di ingresso da oriente alla città di Palestrina, abbandonata verso il 1600.
È il quartiere più a monte della città di Palestrina, ed occupa lo spazio fra la sommità del Tempio e l'antica Rocca di Castel San Pietro. Probabilmente fu il primo luogo ad essere occupato dagli abitanti di Preneste quando, lasciata la parte bassa della città a causa dellescorrerie dei barbari, si rifugiarono nella parte più alta e fortificata di questa subito a ridosso dell'antico Tempio pagano del quale solo più tardi ne occuparono le aree sacre.
Aggrappato alla roccia della montagna viene anche chiamato "lo scoglio"; aveva proprie mura e in essa è presente la prima testimonianza cristiana nella chiesa dedicata alla Madre di Dio, volgarmente chiamata Santa Maria del Trullo perché ricavata nella "Tolos" del Santuario della Fortuna Primigenia e della quale restano pochi ruderi. Prende il nome della chiesa di San Cesareo diacono e martire, costruita presso la porta della città, che ospitava la sede della più potente delle corporazioni cittadine, la Nobil Arte dell'Agricoltura, che a differenza delle altre, era rappresentata da due consoli invece di uno, nel consiglio maggiore della città. Possedeva una guarigione di balestrieri che risiedevano nella rocca sovrastante.
Il Petrini dice che nel 1593 venne aperta la Porta di Santa Croce "e contemporaneamente chiusa quella alquanto superiore denominata di S. Cesareo, perchè avea sul dorso una chiesa dedicata al Santo; la quale è fama che servì da parrocchiale ai primi abitanti ivi presso esistenti; ma presentemente è profanata". La chiesa edificata nel 1448 da Stefano Colonna junior iniziò il suo decadimento fin dal 1660, allorquando il card. Bernardino Spada le tolse tutti i frutti del Beneficio per passarli al Seminario. La chiesa venne abbandonata e venne adibita a stalla e a fienile.
A testimonianza della sua vetustà la rappresentanza civica di questo quartiere usa costumi di foggia medievale.
I suoi colori sono il giallo e l'azzurro e il suo stemma è una torre in cima ad uno scoglio che sorge dal mare a ricordare la forza della fede si San Cesareo diacono di Terracina, gettato in mare dalla rupe del Pisco Montano. Altri simboli sono l'ape e il lupo rampante.